# Neuropatía diabética
Se denomina neuropatía diabética a un conjunto de neuropatías que se asocian con la diabetes mellitus. Las causas son multifactoriales, y están relacionados con la hiperglucemia y la deficiencia de insulina. Su génesis se relaciona con complejas interacciones metabólicas, vasculares, neurotróficas y autoinmunitarias que generan inflamación, mal funcionamiento y, finalmente, daño permanente de las fibras nerviosas periféricas. La forma más común de neuropatía diabética es la polineuropatía simétrica distal o neuropatía de fibras largas, pero también se puede presentar como otras polineuropatías difusas; como una neuropatía focal o multifocal; o como una neuropatía autonómica.

## Historia
La neuropatía diabética se conoce desde la antigüedad. En el siglo III o IV, el médico indio Súsruta, dejó la primera descripción de esta complicación de la diabetes en el texto Súsruta-samjita. En 1798, John Rollo describió el compromiso neurológico en los pacientes con diabetes.
En 1848, Claude Bernard aseguraba que la diabetes era una enfermedad neurológica con complicaciones metabólicas secundarias. En 1864, Marchal de Calvi estableció que la enfermedad neurológica era una complicación de la diabetes y no al revés. En 1885, Frederick Pavy, realiza una descripción exacta de la neuropatía diabética. En 1893, se realiza la primera clasificación de esta entidad.

## Epidemiología
La diabetes es la principal causa de la neuropatía en países desarrollados, y la neuropatía es la complicación más común y tras la arterioesclerosis, la causa más importante de morbilidad y mortalidad en pacientes diabéticos. Se estima que la prevalencia de la neuropatía en pacientes diabéticos es de aproximadamente 20%. La neuropatía diabética implica un 50-75% de amputación no-traumática de extremidades inferiores. El factor de riesgo principal para desarrollar neuropatía diabética es hiperglucemia. 
En el estudio de DCCT (Control de diabetes y sus complicaciones, 1995), la incidencia anual de la neuropatía era el 2% por año, pero ha disminuido 0.56% con el tratamiento intensivo a pacientes diabéticos del tipo 1. La progresión de la neuropatía es dependiente del grado de control glucémico en las diabetes tipo 1 y el tipo 2. El tiempo de evolución de la diabetes, la edad, tabaquismo, hipertensión, altura y dislipidemia son también factores de riesgo para la neuropatía diabética. En la mayor parte de los pacientes, la neuropatía es de causa desconocida, referido como idiopático. Otras causas conocidas incluyen los factores genéticos, agentes químicos tales como fármacos de quimioterapia y VIH.

## Patogenia

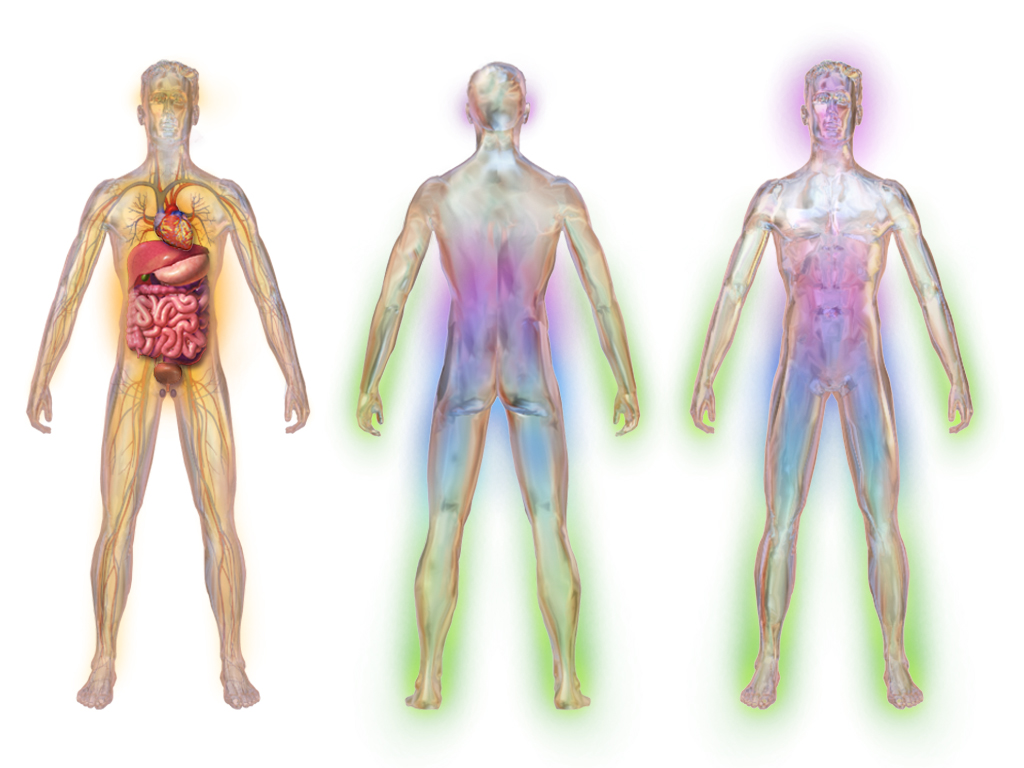
Ilustración que muestra las áreas afectadas por la neuropatía diabética

Existen cuatro factores que probablemente están implicados en el desarrollo de la neuropatía diabética y estos son enfermedad microvascular, producto final avanzado de glicolización, quinasa de proteína C, y vía del poliol o aldosa reductasa.

### Microvascular
Las enfermedades vasculares y de los nervios están estrechamente relacionadas. Los Vasos sanguíneos dependen del funcionamiento normal de los nervios, los cuales dependen del adecuado flujo sanguíneo. El primer cambio patológico en la microvasculatura es la vasoconstricción. Conforme la enfermedad progresa, la disfunción neuronal se correlaciona con el avance de las anormalidades vasculares, por ejemplo engrosamiento de la membrana capilar e hiperplasia endotelial, lo que contribuye a la disminución de la tensión de oxígeno y a hipoxia. La isquemia neuronal es una característica bien establecida de la neuropatía diabética. La administración de agentes vasodilatadores (v.g., Inhibidor de la enzima convertidora de angiotensina s, α1-antagonistas) pueden llevar a mejoras substanciales en el flujo sanguíneo neuronal, con las mejoras correspondientes en la velocidad de conducción nerviosa. Así, la disfunción microvascular ocurre tempranamente en la diabetes, paralelamente a la progresión de la disfunción neuronal, y puede ser suficiente para apoyar la severidad de los cambios estructurales, funcionales, y clínicos observados en la neuropatía diabética.

### Glicosilación avanzada
De los productos finales los niveles intracelulares elevados de glucosa causan enlaces covalentes no enzimáticos con las proteínas alterando su estructura y destruyendo su función. Algunas de estas proteínas glicosidadas se han implicado en la patología de la neuropatía diabética y otras complicaciones de largo plazo de la diabetes.

### Proteína quinasa C (CPK)
La CPK está implicada en la patología de la neuropatía diabética. Los niveles elevados de glucosa llevan a un aumento en los niveles intracelulares de diglicérido, lo que activa CPK. 
Los inhibidores de la CPK en modelos animales aumentarán la
velocidad de la conducción nerviosa por incremento en el flujo de sangre a los nervios.

### Vía de la aldosa reductasa
También llamada la vía del poliol, se puede implicar en las complicaciones diabéticas que dan lugar a daño microvascular al tejido nervioso y también a la retina y al riñón. La glucosa es un compuesto altamente reactivo, y debe ser metabolizada o encontrará tejidos en el cuerpo con los que reaccionar. Los niveles crecientes de la glucosa, como esos considerados en diabetes, activan esta alternativa camino bioquímico, que alternadamente causa una disminución adentro glutatión y un aumento en radical del oxígeno el S. reactivo. El camino es dependiente en la enzima aldosa reductasa. Los inhibidores de esta enzima han demostrado eficacia en los modelos animales en la prevención del desarrollo de la neuropatía. Mientras que la mayoría de las células de cuerpo requieren la acción de la insulina para que la glucosa gane la entrada en la célula, las células de la retina, del riñón y de los tejidos nerviosos son insulino-independiente. Por lo tanto hay un intercambio libre de la glucosa desde adentro fuera de la célula, sin importar la acción de la insulina, en el ojo, el riñón y las neuronas. 
Las células utilizarán la glucosa para la energía como normal, y cualquier glucosa no usada para la energía incorporará el camino del poliol y será convertida en el sorbitol. Bajo niveles normales de la glucosa de sangre, este intercambio no causará ningún problema, pues la reductasa de la aldosa tiene una afinidad baja para la glucosa en las concentraciones normales. Sin embargo, en un estado hiperglucémico, la afinidad de la reductasa de la aldosa para las subidas de la glucosa, significando niveles mucho más altos de sorbitol y mucho los niveles inferiores de NADPH, un compuesto utilizó encima de cuando se activa este camino. El sorbitol no puede cruzar las membranas celulares, y cuando acumula, produce tensiones osmóticas en las células dibujando el agua dentro de la célula. La fructosa hace esencialmente la misma cosa, y es incluso más futura creado encendido en el camino químico. El NADPH, usado encima de cuando se activa el camino, actúa promoviendo la producción del óxido nítrico y de glutatión, y su conversión durante el camino lleva a las moléculas reactivas del oxígeno. Las deficiencias del glutatión pueden llevar a la hemólisis causada por la tensión oxidativa, y sabemos ya que el óxido nítrico es uno de los vasodilatadores importantes en vasos sanguíneos. NAD+, se consume que también, es necesario guardar especie reactiva del oxígeno de la formación y de células perjudiciales. 
Además, los niveles del sorbitol se creen para reducir la absorción celular de otro alcohol, myoinsitol, disminuyendo la actividad de la bomba de la ATpasa de la membrana de plasma Na+/K+ requerida para la función de nervio, el contribuir adicional a la neuropatía. En resumen, la activación excesiva del camino del poliol lleva a los niveles crecientes de sorbitol y de moléculas reactivas del oxígeno y a los niveles disminuidos de óxido nítrico y de glusasión, así como tensiones osmóticas crecientes en la membrana celular. De estos elementos solamente puede promover daño de célula, pero aquí tenemos varios que actúan juntos. La evidencia experimental tiene todavía que confirmar el camino del poliol que es realmente responsable de daño de la microvascularización en la retina, el riñón y/o las neuronas del cuerpo. Sin embargo, los fisiólogos están bastante seguros que desempeña un cierto papel en manifestaciones de neuropatía.
A pesar de los argumentos relacionados con el mecanismo del Poliol y de la vía de la aldosa reductasa son muy sugestivos o convincentes los medicamentos que se han utilizado como inhibidores de la aldasa reductasa y que no han sido efectivos en controlar la neuropatía. Se deben efectuar nuevas investigaciones que relacionen el déficit del metabolismo del hierro que pudiesen aumentar los niveles de la hemoglobina glicosilada como los han sugerido Qiuju Liu, Liang Sun Yi Tan y otros en su artículo "Role of Iron Deficiency and Overload in the Pathogenesis of Diabetic Complications".

## Síntomas
La neuropatía diabética afecta a todos los nervios periféricos, daña las fibras neuronas motoras y nervios autonómicos. Por lo tanto puede afectar potencialmente a todos los órganos y sistemas puesto que todos están enervados. Hay varios síndromes distintos basados en los sistemas y los órganos afectados, pero estas no son de ninguna manera exclusiva. Un paciente puede tener neuropatía sensitivomotora y autonómica o cualquier otra combinación. Los síntomas varían dependiendo de los nervios afectados. Los síntomas se presentan generalmente de forma gradual durante años. Los síntomas pueden ser entumecimiento o temblor de extremidades, disestesia, diarrea, Incontinencia urinaria (pérdida de control de la vejiga), vejiga neurógena, impotencia, inclinación del facial, de la boca y del párpado, cambios de la visión, vértigos, debilidad muscular, disfagia (dificultad para tragar), Debilitamiento del discurso, fasciculación (contracciones del músculo), anorgasmia y dolores de puntada eléctricos (polineuropatía).
Las fibras de nervios más largas son en un mayor grado más grandes que los cortos, porque la velocidad de la conducción del nervio se retarda en proporción con la longitud del mismo. En este síndrome, la sensación y la pérdida disminuidas de reflejos ocurre primero en los dedos del pie bilateral, después se extiende hacia arriba. Se describe generalmente como distribución del guante-calcetín del entumecimiento, de la pérdida sensorial, disestesia y del dolor de la noche. El dolor se puede sentir como quemante, punzante, o sordo. Los pernos y la sensación de las agujas son comunes. La pérdida de propiocepción, el sentido de donde está un miembro en el espacio, se afecta precozmente. Estos pacientes no pueden sentir cuando están caminando con un cuerpo extraño, como una astilla, o cuando están desarrollando un callo de un zapato de mal calce. Por lo tanto, corren peligro para úlceras y las infecciones que se convierten en los pies y las piernas, a los cuales puede llevar amputación. De forma similar, estos pacientes pueden sufrir de fracturas múltiples de la rodilla, del tobillo o del pie, y desarrollan una articulación de Charcot. La pérdida de función de motor da lugar a la dorsiflexion, contracciones de los dedos del pie, pérdida de la función de músculo interóseos y lleva a la contracción de los dígitos, conocido como dedo en martillo. Estas contracciones ocurren no solo en el pie pero también en la mano donde la pérdida de la musculatura hace que la mano aparezca flaca y esquelética. La pérdida de la función muscular es progresiva.

### Sistema nervioso autónomo
Se compone de los nervios que dan servicio al corazón, sistema gastrointestinal y sistema genitourinario. La neuropatía diabética puede afectar a alguno de estos sistemas orgánicos. La disfunción autónoma más común posiblemente reconocida en diabéticos es la hipotensión ortostática, o sensación incómoda de desmayo cuando el afectado se levanta. En el caso de la neuropatía autónoma diabética, se debe a daño en la inervación autónoma del corazón y las arterias que dificulta ajustar apropiadamente ritmo cardíaco y tono vascular, que dificulta impulsar sangre continuamente y completamente al cerebro. Uno de los signos tempranos de la afectación autónoma, es el hallazgo de miosis que se detecta al inicio del examen neurológico al mirar el fondo de ojo con el oftalmoscopio y que incluso puede ser comprobado, al fotografiar los ojos en la oscuridad con un "flash": Se observan las pupilas contraídas en vez de dilatadas.

### Agentes antiepilépticos yanticonvulsivantes
Entre los que se cuenta, especialmente gabapentina y el relacionado pregabalina, están emergiendo como el tratamiento para la neuropatía dolorosa. Gabapentina se compara favorable con amitriptilina en términos de eficacia, y es claramente más seguro. Su efecto secundario principal es la sedación, que no disminuye en un cierto plazo y puede de hecho empeorar. Necesita ser tomado tres por un día, y causa a veces el aumento de peso, que puede empeorar control glicémico en diabéticos. Carbamazepina (Tegretal ®) es de manera efectiva pero no necesariamente seguro para la neuropatía diabética. Su primer metabolito, oxcarbazepina, es segura y de manera efectiva en otros trastornos neuropáticos, pero no se ha estudiado en neuropatía diabética. El topiramato no se ha estudiado en neuropatía diabética, sino tiene el efecto secundario beneficioso de causar suave anorexia y pérdida de peso y es anecdóticamente beneficiosa.